# Гранд Ест
Гранд Ест (на френски: Grand Est, буквално „Голям изток“) е регион в североизточна Франция. Граничи с Белгия и Люксембург на север, с Германия на изток, с Швейцария на югоизток, с регион Бургундия-Франш Конте на юг и с Ил дьо Франс и О дьо Франс на запад. Административен център е Страсбург. Регионът е официално образуван на 1 януари 2016 г. от сливането на регионите Елзас, Лотарингия и Шампан-Ардени. Населението му е 5 518 188 жители (по приблизителна оценка към 1 януари 2019 г.).